# CDex
CDex ist ein Windows-Programm, ein sogenannter CD-Ripper, der zum digitalen Auslesen/Rippen von Audio-CDs verwendet wird. Das Programm war ursprünglich frei unter der GNU General Public License (GPL) erhältlich. Seit Veröffentlichung der Version 1.70 ist jedoch kein Quelltext mehr erhältlich und die Software wird im Bundle mit Adware ausgeliefert.

## Merkmale
Die mehrsprachige Software CDex enthält nur rudimentäre Funktionen zur Fehlerkorrektur und Fehlererkennung. Es kann jedoch wahlweise auch das mitgelieferte cdparanoia verwendet werden, was dann zu hochwertigen und mit EAC vergleichbaren Rips führt. Im Umfang der Software sind bereits viele Codecs für das Zielformat integriert, wie (Ogg-)Vorbis, LAME MP3 und WMA. Zusätzlich ist CDex auch mit externen Audiocodecs erweiterbar. Über die CDDB-Funktion ist es möglich, Titelinformationen der eingelegten CD abzurufen und diese Informationen direkt in die ID3-Tags der erzeugten Audiodateien zu übernehmen.

## Geschichte
Die Version 1.51 wurde im September 2003 veröffentlicht. Bis zu diesem Zeitpunkt war Albert L. Faber für das Programm verantwortlich. Da danach lange keine neue Version veröffentlicht wurde, entwickelten andere Programmierer eine inoffizielle Betaversion mit der Versionsnummer 1.60 – in dieser wurden unter anderem Fehler beseitigt und aktuelle Codecs verwendet. Inzwischen wurde die Arbeit an CDex durch Georgy Berdyshev wieder aufgenommen. Unter anderem wurde das CVS-Repository auf SVN umgestellt, in dem mittlerweile einige Änderungen zu verzeichnen sind. Am 23. Juni 2006 erschien eine neue Entwicklerversion (Beta 1.70b2), die neue Funktionen und Fehlerbehebungen enthält.
Am 30. Juni 2007, einen Tag nach dem Erscheinen von Version 3 der GPL, wurde die Lizenz aktualisiert. Somit war CDex eines der ersten großen und populären Projekte, das die GPL in Version 3 benutzte.
Die Version 1.70 wurde am 29. Juni 2014 veröffentlicht und enthielt erstmals nicht mehr den Quellcode des Programms. Das SVN-Repository, in dem bis Mitte 2015 noch der letzte frei verfügbare Quellcode aus dem Jahr 2008 verfügbar war, ist inzwischen nicht mehr erreichbar.
Die Software enthält Adware wie OpenCandy oder ähnliche potentiell unerwünschte Programme. Die Installation erlaubt eine benutzerdefinierte Installation, bei der nicht benötigte Zusatzangebote (z. B. Skype oder Opera) abgelehnt werden können.